# 8311-es mellékút (Magyarország)
A 8311-es számú mellékút egy majdnem pontosan 10 kilométer hosszú, négy számjegyű mellékút Győr-Moson-Sopron vármegyében, a Győri járásban; a 82-es és 83-as főutak között kapcsol össze három települést Győr déli agglomerációjában. Érdekessége, hogy gyakorlatilag a teljes hosszában belterületi településrészek között húzódik, ugyanis Győr agglomerációs térségének ezen a részén sűrű a települések beépítettsége.

## Nyomvonala
Nyúl község központjában ágazik ki a 82-es főútból, annak 63+600-as kilométerszelvényénél, délnyugat felé. Kezdeti szakasza a Szabadság utca nevet viseli, majd mintegy 750 méter után északnyugatnak fordul és Táncsics Mihály utca lesz a neve. Mintegy 2,7 kilométer után éri el a község legészakibb házait, majd egyből át is lépi a következő település, Győrújbarát határát.
Győrújbarátra érve az első méterektől kezdve szintén belterületek közt folytatódik, mivel a két település mára teljesen összenőtt egymással. István utca néven húzódik Nagybarát településrész központjáig, ahol egy elágazása következik: a 83 133-as számú mellékút csatlakozik bele, az M1-es autópálya Győr-Szabadhegy csomópontja irányából (a sztráda itt találkozik a 82-es főúttal). A folytatásban a Veres Péter utca nevet viseli, így éri el, 6,2 kilométer után a település központját, ahol a 83 129-es számú mellékúttal keresztezik egymást egy körforgalmú csomópontban. Majdnem pontosan egy kilométernyi szakaszon húzódik még e településen, változatlan néven.
7,2 kilométer után lépi át Győr, illetve a vármegyeszékhelyhez tartozó Ménfőcsanak határát, ahol ismét azonnal lakott területen folytatódik, Hegyalja út néven. Nagyjából a 8. és  9. kilométere között Csanakhegy és Csanakfalu városrészek határvonalát képezi, 9,2 kilométer után pedig, egy jelzőlámpás csomópontban keresztezi a 83-as főút régi, településeken áthaladó nyomvonalát. A folytatása a Malom utca nevet viseli, így keresztezi a Győr–Celldömölk-vasútvonal vágányait is. Ménfőcsanak és Gyirmót városrészek határán ér véget, beletorkollva a 83-as útba, annak a 68+700-as kilométerszelvénye közelében.
Teljes hossza, az országos közutak térképes nyilvántartását szolgáló kira.gov.hu adatbázisa szerint 9,976 kilométer.

## Települések az út mentén
- Nyúl
- Győrújbarát
- Győr-Ménfőcsanak
- (Győr-Gyirmót)